# Cristina Aristoy
Cristina Aristoy (València, 1988) joiera i empresària valenciana fundadora l'any 2014, amb Paco Tormo, de la marca de joieria Singularu.
Va estudiar Disseny Industrial i Organització Industrial a la Universitat Politècnica de València, a més té estudis de joieria i està al front del front del producte a Singularu, destacant per haver estat l'any 2018 la marca espanyola de joies amb més novetats l'any.
En 2018 va rebre el premi eWoman al negoci en línia, junt a Julieta XLF que el va rebre en la categoria d'Art Digital i Xarxes socials, i la catedràtica Pilar Roig a la seua trajectòria professional.